# Nyssa ogeche
Nyssa ogeche là một loài thực vật có hoa trong họ Cornaceae. Loài này được Bartram ex Marshall miêu tả khoa học đầu tiên năm 1785.